# Моссо
Моссо (итал. Mosso) — коммуна в Италии, располагается в регионе Пьемонт, в провинции Бьелла.
Население составляет 1692 человека (2008 год), плотность населения составляет 100 чел./км². Занимает площадь 18 км². Почтовый индекс — 13822. Телефонный код — 015.
В коммуне 15 августа особо празднуется Успение Пресвятой Богородицы.

## Демография
Динамика населения:

## Известные уроженцы
- Селла, Квинтино (1827—1884)  — итальянский государственный деятель и финансист. Президент Национальной академии деи Линчеи. Иностранный член Петербургской академии наук.

## Администрация коммуны
- Официальный сайт: